# Cyprinella
Cyprinella é um género de peixe actinopterígeo da família Cyprinidae.
Este género contém as seguintes espécies:

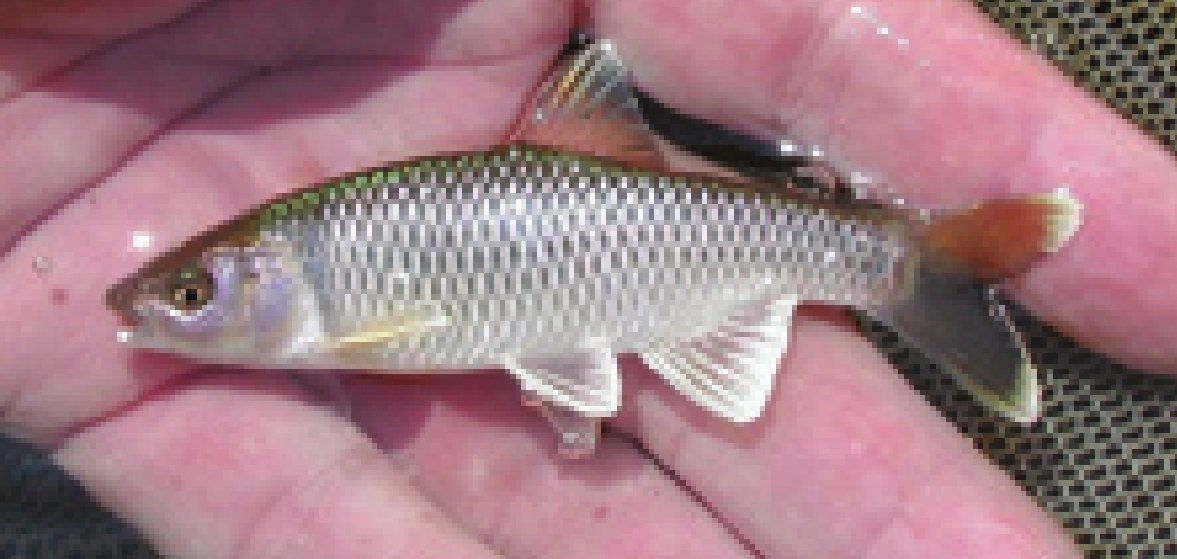
Cyprinella analostana

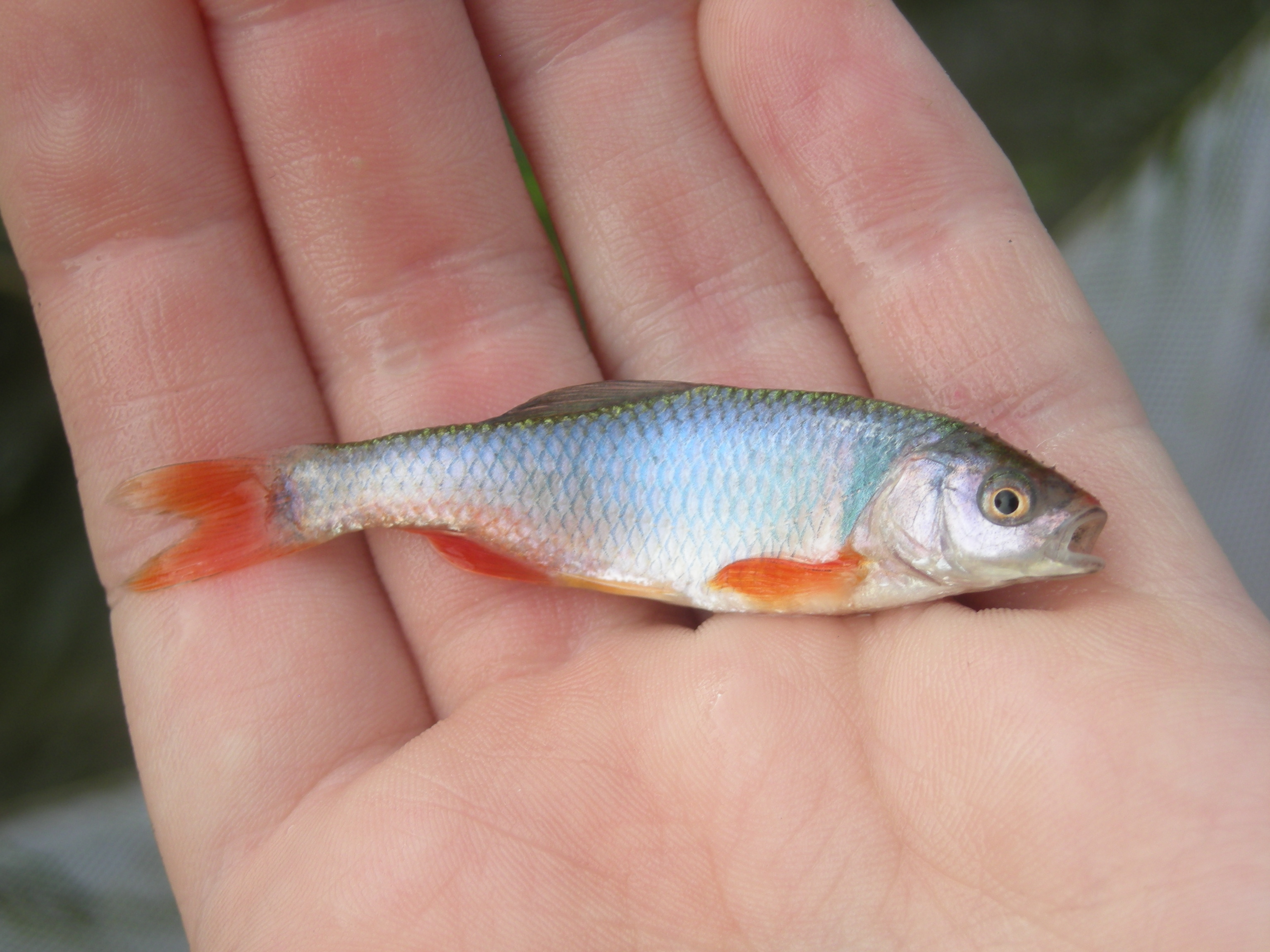
Cyprinella lutrensis

- Cyprinella alvarezdelvillari Contreras-Balderas & Lozano-Vilano, 1994
- Cyprinella analostana Girard, 1859
- Cyprinella bocagrande (Chernoff & R. R. Miller, 1982)
- Cyprinella caerulea (D. S. Jordan, 1877)
- Cyprinella callisema (D. S. Jordan, 1877)
- Cyprinella callistia (D. S. Jordan, 1877)
- Cyprinella callitaenia (R. M. Bailey & Gibbs, 1956)
- Cyprinella camura (D. S. Jordan & Meek, 1884)
- Cyprinella chloristia (D. S. Jordan and Brayton, 1878)
- Cyprinella eurystoma (D. S. Jordan, 1877)
- Cyprinella formosa (Girard, 1856)
- Cyprinella galactura (Cope, 1868)
- Cyprinella garmani (D. S. Jordan, 1885)
- Cyprinella gibbsi (W. M. Howell & J. D. Williams, 1971)
- Cyprinella labrosa (Cope, 1870)
- Cyprinella leedsi (Fowler, 1942)
- Cyprinella lepida Girard, 1856
- Cyprinella lutrensis (S. F. Baird & Girard, 1853)
- Cyprinella monacha (Cope, 1868)
- Cyprinella nivea (Cope, 1870)
- Cyprinella panarcys (C. L. Hubbs & R. R. Miller, 1978)
- Cyprinella proserpina (Girard, 1856)
- Cyprinella pyrrhomelas (Cope, 1870)
- Cyprinella rutila (Girard, 1856)
- Cyprinella spiloptera (Cope, 1867)
- Cyprinella stigmatura (D. S. Jordan, 1877)
- Cyprinella trichroistia (D. S. Jordan & C. H. Gilbert, 1878)
- Cyprinella venusta Girard, 1856
- Cyprinella whipplei Girard, 1856
- Cyprinella xaenura (D. S. Jordan, 1877)
- Cyprinella xanthicara (W. L. Minckley & Lytle, 1969)
- Cyprinella zanema (D. S. Jordan and Brayton, 1878)